# (30306) Frigyesriesz
(30306) Frigyesriesz ist ein Asteroid des Hauptgürtels, der am 2. Mai 2000 von dem italoamerikanischen Astronomen Paul G. Comba am Prescott-Observatorium (IAU-Code 684) in Prescott, Arizona entdeckt wurde.
Der Asteroid wurde nach dem ungarischen Mathematiker Frigyes Riesz (1880–1956) benannt, der wesentliche Beiträge zur Funktionalanalysis geleistet hat. Die Benennung des Asteroiden erfolgte am 27. April 2002.